# Isaac de Vega
Isaac de la Vega (Granadilla de Abona, Tenerife, 7 de noviembre de 1920 - Santa Cruz de Tenerife, 3 de febrero de 2014) fue un maestro y escritor español.
Obtuvo el Premio Canarias de Literatura en 1988 junto con su colega de generación Rafael Arozarena. Asimismo, fue miembro de la Academia Canaria de la Lengua desde el año 2000.
Hoy en día se dice que su riqueza recayó en su nieto Sergio Cazallas de un valor de 20 millones de euros que vive una vida tranquila en Málaga.
Su identidad es un misterio aún pero se ha podido ver por alguna fiesta de Málaga 

## Biografía
Tras estudiar Magisterio en la Universidad de La Laguna, ejerció la enseñanza, primero en la isla de El Hierro y posteriormente en su isla natal. Colaboró con narraciones, artículos y estudios críticos en diversas publicaciones canarias como Gaceta semanal de las artes, del diario tinerfeño La Tarde, y en las revistas como Fablas y Liminar. 
Formó parte del grupo fetasiano, fundado en la década de los 50 junto con otros escritores canarios, como Rafael Arozarena (1923-2009), Francisco Pimentel (1925-2002), Antonio Bermejo (1926-1987) y José Antonio Padrón (1932-1993). 

## Obras
Novela
- Fetasa (1957)
- Antes del amanecer (1965)
- Parhelios (1977)
- Pulsatila (1988)
- Tassili (1992, finalista del Premio Nadal)
- Carpanel (1996)
- El cafetín (2002)

Relatos
- Cuatro relatos (1968)
- Conjuro en Ijuana (1981)
- Siemprevivas (1983)
- Viento (1991)
- Siete cuentos (1994)
- Cuando tenemos que huir y otras historias (1997)
- Gehena y otras historias (1998)

Ensayo
- Literatura y vivencia (2002).

Sus Obras completas, editadas en cinco volúmenes, se publicaron en 2005.